# 加島潤
加島 潤（かしま じゅん、1935年11月17日 - 2019年3月13日）は、日本の俳優、ナレーター。身長177cm。体重77kg。リガメントに所属していた。
一般社団法人映像コンテンツ権利処理機構においては不明権利者とされている。

## 出演

### 映画
- 宇宙大怪獣ギララ（1967年）
- 男なら振りむくな（1967年） - 藤岡友之
- いれずみ無残（1968年） - 中村
- 怪談残酷物語（1968年）
- 黒蜥蜴（1968年） - 堺
- 東京⇔パリ 青春の条件（1970年） - 石黒康隆
- めまい（1971年） - 司会者
- 愛と死（1971年） - 浅見
- さらば掟（1971年） - マネージャー
- 嫉妬（1971年） - 野口高史
- 喜劇 女売出します（1972年） - 監視員
- 可愛い悪女 殺しの前にくちづけを（1972年） - 清水達郎
- 辻が花（1972年） - 出羽屋主人
- 剣と花（1972年） - 石津幹次郎
- 黒の奔流（1972年） - 判事
- 同棲時代 今日子と次郎（1973年） - 五十嵐仁
- 砂の器（1974年）
- 喜劇 女子学生 華やかな挑戦（1975年） - 社員
- 球形の荒野（1975年）
- 竹久夢二物語 恋する（1975年） - 秋田風雀
- 撃たれる前に撃て!（1976年） - 松田真一
- 男はつらいよシリーズ
  - 男はつらいよ 私の寅さん（1973年）- 買占め商人の取り巻き
  - 男はつらいよ 寅次郎夕焼け小焼け（1976年）
  - 男はつらいよ 翔んでる寅次郎（1979年、松竹） - 結婚式の司会
  - 男はつらいよ 浪花の恋の寅次郎(1981年)、松竹　- 宴会の客
- 八つ墓村（1977年） - 大井教授
- 夜が崩れた（1978年） - パクリ屋・大川
- 皇帝のいない八月（1978年）
- 鬼畜（1978年） - 刑事
- 配達されない三通の手紙（1979年）
- 道頓堀川（1982年） - 風間
- 疑惑（1982年） - 陪席判事
- シングルガール（1983年） - 中年男
- キネマの天地（1986年） - 医師役の俳優
- 異人たちとの夏（1988年） - 打ち合わせするTV局の男
- 銀玉マサやん（1992年） - 高石
- 釣りバカ日誌9（1997年） - 鈴木建設重役
- 釣りバカ日誌イレブン（2000年）
- ホーム・スイートホーム（2000年）
- 釣りバカ日誌12 史上最大の有給休暇（2001年） - 鈴木建設社員
- ドラッグストア・ガール（2004年） - ドラッグストア幹部
- ニワトリはハダシだ（2004年） - 藤井政雄
- ナース夏子の熱い夏（2010年）
- 日輪の遺産（2011年）

### テレビドラマ
- 逢えるかも知れない
- あぶない課外授業
- 雨に眠れ
- 怒りの樹精
- 遺留捜査 第3シリーズ - 九条実篤 役※写真出演
- 美しい人妻の危険な旅 エメラルドの指輪は不倫の証し!
- 怨み屋本舗
- 江戸川乱歩の美女シリーズ
- おこれ!男だ
- 鬼平犯科帳
  - 鬼平犯科帳 第1シリーズ - 米倉半四郎
  - 鬼平犯科帳 第5シリーズ - 伊助
- おれは男だ!
- 女ふたり捜査官
- 快傑黒頭巾 - 快傑黒頭巾 役※主演
- 海賊戦隊ゴーカイジャー - 執事
- 替え玉結婚式殺人事件
- 科学捜査官
- 加賀百万石嫁とり殺人
- 鍵師
- 影の車
- 過失致死
- 桂ちづる診察日録
- ガラスの家族
- 監察医・薮野善次郎3
- 岸壁の母 - 石原
- 消えた私
- 北の宿から
- 逆転有罪
- キャンパス迷路殺人事件
- 救急指定病院4
- 救命救急センター
- 兄弟
- 京都南署鑑識ファイル6 - 役員
- 雲霧仁左衛門 - 井口源助
- 霧の神話
- 九門法律相談所
  - 第1作「離婚」（1993年11月23日）
  - 第4作「目撃者」（1995年12月12日 ）- 金森 役
- 警察署長・たそがれ正治郎2
- 警視庁鑑識課〜南原幹司の鑑定〜第2作「美しき女性杜氏の秘められた過去と連続殺人!残された米と花粉は父から娘へ悲しみのメッセージ」（2011年11月28日）- 南原幹司の父・南原東一郎
- 警視庁鑑識班
- 警視庁鑑識班2004最終話「誘拐犯との接触失敗が呼んだ母の逃避行」（2004年3月17日）- 三福紙工・工場長
- 警視庁継続捜査班 - 橋田喜久雄
- 警視庁捜査一課9係 season2 - 風間大二郎
- 警視庁・捜査一課長1 - 資産家
- 芸能記者・柳田信吉の挑戦
- 結婚ゲーム2
- 剣客商売 第4シリーズ
- 幻之介世直し帖（NTV / 国際放映） - 喜内
  - 第1話「闇御用はやぶさ見参」（1981年10月4日）
  - 第3話「はやぶさ尼寺に舞う」（1981年10月18日）
  - 第4話「はやぶさが挑んだ大爆発の罠」（1981年10月25日）
  - 第5話「はやぶさ剣法罠を斬れ」（1981年11月1日）
- 恋うたドラマSP 元気を出して - 東都出版社長
- 香華
- 光速エスパー
- コールセンターの恋人 - ヤマちゃんの店員
- 孤独の密葬
- 子盗り
- 湖畔の別荘、殺しのパズル
- 最悪のチャンス
- 裁判長!ここは懲役4年でどうすか - マスター
- 桜子は帰ってきたか
- 死刑台のロープウェイ
- 嫉妬
- しのぶ
- 主婦探偵・河原綾子
- 昭和の説教強盗
- 白い秘密
- 死を抱く女
- 瀬戸内ミステリー海流
- セレブと貧乏太郎
- 大空港
  - 第28話（1979年） - 三田総業社長秘書
  - 第50話（1979年） - 東都銀行支店長
  - 第71話（1980年） - 深沢
- 大東京四谷怪談
- 高杉晋作 ※デビュー作
- タクシードライバーの推理日誌13・死にたがる乗客（2000年8月26日） - 総会屋・岡田
- 丹下晋蔵熱血記 函館望郷編
- 探偵・神津恭介の殺人推理 - 編集長 ほか
- 父にかかる電話
- 妻の家出
- 帝銀事件 大量殺人・獄中32年の死刑囚
- 天切り松 闇がたり
- 道場破り
- 当番弁護士
- 豆腐屋直次郎の裏の顔1
- 土地狂乱殺人事件
- 途中下車
- 長崎犯科帳
- 流れ星佐吉
- 虹色の殺人
- 日曜洋画劇場特別企画・敵は本能寺にあり
- 遺された妻の疑惑
- 信長の棺
- 87分署シリーズ・裸の街
- 花婿は殺人者
- ハネムーン
- 母の誤算
- バラ色の聖戦 30歳2児の母、モデルになる。 - 桐嶋信明
- パンドラ〜永遠の命〜
- 東野圭吾ミステリーズ
- 彼岸島
- 非婚同盟
- 必殺仕掛人
- ひねくれた殺人
- 火の供養
- 弘前大学教授夫人殺し
- 二人の世界 - 現場監督
- 不倫調査員・片山由美3
- ペテン師軍団10億円パーフェクトゲーム!
- 変装婦警の殺人事件簿
- 法善寺横丁
- 炎の旅路
- 負けて、勝つ 〜戦後を創った男・吉田茂〜
- 魔性の殺人 幽霊からの脅迫電話!?
- 火曜サスペンス劇場
  - 父と子の炎（1981年10月27日）
  - ジューンブライド・ママ（1988年6月14日）
- 松本清張サスペンス 隠花の飾り 愛犬
- 松本清張サスペンス・黒い空
- 松本清張三回忌特別企画・草の陰刻 - 検事
- 松本清張スペシャル・恐喝者
- 松本清張スペシャル・黒い樹海 - 高木利彦
- 松本清張スペシャル・事故 - 医者
- 松本清張スペシャル・状況曲線 - 成瀬敬一
- 松本清張スペシャル・捜査圏外の条件（1989年7月4日）
- 松本清張スペシャル・喪失の儀礼 - 杉原
- 松本清張スペシャル・夜光の階段
- 松本清張スペシャル・わるいやつら - 分析医
- 松本清張の駆ける男
- 松本清張の風の息
- 松本清張の坂道の家
- 真夏の女子高生連続殺人 甘くてあぶないぼくとぼくらの夏
- 見えない橋
- みだれがみ
- 密閉島
- 巳年春浪花酔醒
- 牟田刑事官事件ファイル21
- 目撃証言を頼んだ女
- 有毒病棟
- 夕陽の用心棒
- 幽霊のドロボー日記
- 愉快なサギ師たち
- 湯煙りの密室殺人 死を呼ぶ電話メッセージ!
- レディ・ジョーカー

### Vシネマ
- 本気!

### ナレーション
- 鎌倉ミステリー紀行
- 西陣物語
- ビルマの戦場